# What the Hell
«What the Hell» es una canción de la cantante canadiense Avril Lavigne, lanzada el 7 de enero de 2011 como el primer sencillo de su cuarto álbum de estudio, Goodbye Lullaby (2011). Lavigne, Max Martin y Shellback la compusieron, mientras que estos dos últimos la produjeron. La intérprete la estrenó en una presentación del programa neoyorquino Dick Clark's New Year's Rockin' Eve, transmitido por la cadena de televisión ABC el 1 de enero de 2011. Musicalmente, es un tema pop rock que habla sobre «dejar las preocupaciones de la vida y las relaciones».
Tuvo una buena recepción comercial en Asia, ya que logró llegar a los primeros puestos en Corea del Sur y Japón y alcanzó la casilla 11 en el conteo estadounidense de Billboard Hot 100, (con este sencillo Avril volvió a tener un top 20 en dicha lista, desde que Girlfriend alcanzara el número 1 en 2007).  En Brasil, alcanzó los puestos número 24 y 57 en las listas Pop Songs y Hot 100 Airplay, respectivamente. Además, logró la certificación de doble disco platino por parte de la Australian Recording Industry Association de Australia y un disco de oro en Nueva Zelanda por parte de la RIANZ. En cuanto a las listas anuales, «What the Hell» figuró en la posición 62 del conteo Billboard Hot 100 y en la 42 en la lista Digital Songs. En Canadá y Japón, estuvo en el puesto 63 del Canadian Hot 100 y en el número 10 del Japan Hot 100.
Por otro lado, obtuvo comentarios positivos por parte de los críticos, algunos de ellos la compararon con «Girlfriend», sencillo de Lavigne lanzado en 2007.
El video de «What the Hell», dirigido por Marcus Raboy, fue filmado con tecnología 3D a inicios de diciembre de 2010 en Los Ángeles (California). La canción ganó el premio a éxito radial del año en los Billboard Japan Music Awards.

## Antecedentes y descripción

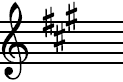
«What the Hell» está interpretada en la tonalidad de la mayor.

Lavigne, Shellback y Max Martin compusieron «What the Hell»  y estos dos últimos la produjeron. El 10 de noviembre de 2010, la cantante escribió en su sitio web y en su blog de MySpace que:

«el primer sencillo del álbum se llama "What the Hell". Esta canción es la menos personal para mí en el disco. Es un himno divertido y gracioso. Transmite un mensaje acerca de la libertad personal, además de ser la pista más pop del disco».

 El 14 de diciembre del mismo año, publicó en su página web la portada oficial del sencillo. Durante una entrevista con la radio Open House Party, dijo que el tema se parecía a sus anteriores sencillos «Girlfriend» (2007) y «Sk8er Boi» (2002). La estrenó en una interpretación en el programa neoyorquino Dick Clark's New Year's Rockin' Eve With Ryan Seacrest, transmitido por la cadena de televisión American Broadcasting Company el 1 de enero de 2011. En ese mismo día, el sello discográfico RCA Records la publicó como descarga digital en la página oficial de Facebook de la cantante. Con esto, se convirtió en un trending topic en Twitter. Finalmente, la discográfica la lanzó digitalmente como el primer sencillo de Goodbye Lullaby el 7 de enero de 2011 en iTunes. Después del lanzamiento, Avril subió desde la posición veintiséis hasta la dieciséis en el conteo social de la revista Billboard Social 50, lista que mide la popularidad de los artistas en las redes sociales. Su número de seguidores también subió: tuvo un aumento del 76% en Facebook, un 131% en Twitter y un 98% en YouTube.
«What the Hell» es un tema de los géneros pop punk, pop rock y pop. Posee un tempo de 144 pulsaciones por minuto. Está interpretado en la tonalidad de la mayor y el registro vocal de la intérprete se extiende desde la nota fa♯3 hasta la nota mi♯5. La canción habla sobre «dejar las preocupaciones de la vida y las relaciones». Inicia con palmadas y un «riff de teclado  retro». En las primeras líneas, Lavigne canta «You say that I'm messing with your head/ All 'cause I was making out with your friend» —en español: «Dices que estoy bromeando con tu cabeza/ Todo porque me besé con tu amigo»—, seguidos de una serie de «Yeah, yeah, yeah, yeah» respaldando el canto. En el segundo verso, revela su libertad: «So what if I go out on a million dates?/ You never call or listen to me anyway»—en español: «¿Y qué si salgo en un millón de citas?/ Tú nunca me llamas o me escuchas de todas formas». El estribillo contiene un aceleramiento de grandes guitarras cuando Lavigne canta: «All my life I've been good, but now I'm thinkin', 'What the hell?'/ All I want to is to mess around, and I don't really care about/ If you love me, if you hate me, you can't save me, baby, baby/ All my life I've been good and now, what the hell?»—en español: «Toda mi vida he sido buena, pero ahora pienso, ¿qué diablos?/ Todo lo que quiero es un lío, y no me importa/ si me amas, si me odias, no puedes salvarme, nene, nene/ Toda mi vida he sido buena y ahora, ¿qué diablos?»—.

## Recepción

### Comentarios de la crítica
«What the Hell» recibió en su mayoría comentarios positivos por parte de los críticos de la música contemporánea. Antes de su lanzamiento, Jody Rosen de la revista Rolling Stone la calificó como «un himno sobre una chica buena que va a una borrachera-loca, empieza a beber demasiado, se queda hasta tarde, sale con varios chicos y cobra una venganza psicológica». Por su parte, el bloguero Perez Hilton le otorgó una reseña variada y comentó que «si te gusta la cantante, probablemente te guste "What the Hell". No es mala pero, [...] es más de lo mismo. [Es] un poco aburrida».
La revista Billboard dijo que «Avril mezcla las mejores cualidades de sus dos grandes sencillos, "Girlfriend" y "Complicated" creando un pop delicado y despreocupado» y añadió que «a pesar del largo descanso, Lavigne está de regreso haciendo éxitos dominantes sin perder el ritmo». Gil Kaufman de MTV comentó que «tiene la entusiasta energía de animadora de algunos éxitos contagiosos de Lavigne». No obstante, Jim Malec del sitio American Noise le dio una reseña negativa, comentando que «Avril no ha tenido un top 10 desde «Hot» (2007), y "What the Hell" no cambiará esa situación». Finalizó diciendo que «"What the Hell" está en su creciente lista de desastres en las listas». Bill Lamb de About.com la calificó con cuatro de cinco estrellas y añadió que «la canción suena alegre, tiene una melodía pop irresistible y una letra intrigante que es muy personal... ¿o no?». Además, la comparó con «Girlfriend». El sitio Digital Spy la calificó con cinco estrellas, la comparó con «Girlfriend» y comentó que «"What the Hell" es un fajo de bubblegum pop punk dulce y agrio». Por otro lado, Alex Alves de PopLine, página afiliada con MTV Brasil, dijo que «la canción está bien producida, pero con la letra de rock infantil será difícil que Avril vuelva de nuevo hacia el éxito».

### Recepción comercial
«What the Hell» tuvo una buena recepción comercial a nivel mundial.
En América, ingresó a las principales listas de los Estados Unidos, Canadá y Brasil. El 19 de enero de 2011, debutó en el puesto número trece del conteo estadounidense Billboard Hot 100. Asimismo, ingresó en la sexta posición del Digital Songs, con más de 166 000 descargas digitales vendidas en esa semana. En su quinta semana, alcanzó el puesto once en el Billboard Hot 100. Con esto, hasta julio de 2013, vendió 1 972 000 descargas digitales en el país. Por otro lado, en Canadá entró en las posiciones ocho y cuatro en las listas Canadian Hot 100 y Canadian Digital Songs el 29 de enero de 2011, ya que vendió más de 16 000 descargas digitales en esa semana. En Brasil, debutó en las posiciones noventa y treinta y nueve en los conteos Brazil Hot 100 Airplay y Pop Songs, respectivamente. Un mes después, subió hasta las casillas cincuenta y siete en el Brazil Hot 100 Airplay y el puesto veinticuatro en el Pop Songs.
En Europa, tuvo una buena recepción. En República Checa, debutó en la posición cincuenta y nueve en la lista RADIO TOP 100 Oficiální. Once semanas después, alcanzó el puesto número dos. En Finlandia, llegó hasta la decimotercera posición en la lista Mitä hittiä. En la edición del 27 de febrero de 2011, ingresó y alcanzó la posición dieciocho en la lista suiza Swiss Singles Chart. En Alemania, entró en la vigésima octava casilla en la lista German Singles Chart el 19 de marzo de 2011. En total, permaneció allí diez semanas. En Austria, el tema debutó el trigésimo puesto en el conteo Ö3 Austria Top 40 en la edición del 11 de marzo. Para la siguiente semana, alcanzó la posición veinte. En Bélgica, alcanzó las posiciones dieciséis y trece en las regiones Flamenca y Valona, respectivamente. En el UK Singles Chart del Reino Unido, la pista debutó en la posición veintinueve el 29 de enero. En su octava semana, logró llegar hasta el puesto número dieciséis.
En Asia, «What the Hell» cosechó un gran éxito. En Japón, lideró en el número uno las listas Japan Digital and Airplay Overseas, Japan Adult Contemporary Airplay y Hot Top Airplay el 24 de enero de 2011. Además, el 19 de febrero del mismo año llegó al segundo puesto en el conteo Japan Hot 100 Singles de la revista Billboard. En Corea del Sur, la canción debutó en la primera posición en la lista Gaon International Chart en la edición del 9 de enero de 2011. La siguiente semana bajó hasta el segundo puesto, siendo superada por «Hold It Against Me» de Britney Spears.
En Oceanía, la canción logró ingresar en las principales listas de Australia y Nueva Zelanda. En la edición del 17 de enero de 2011, se ubicó en el trigésimo segundo puesto de la lista neozelandesa RIANZ Top 40. El 7 de febrero del mismo año, alcanzó la casilla número cinco en ese mismo conteo. En Australia, debutó en la novena posición de la lista Australian Singles Chart el 30 de enero de 2011. En su quinta semana, llegó hasta el sexto puesto. Además, recibió dos discos de platino por parte de la ARIA.

## Promoción

### Video musical
El video de «What the Hell», dirigido por Marcus Raboy, fue filmado con tecnología 3D a inicios de diciembre de 2010 en Los Ángeles, California. Se estrenó en horario estelar el 23 de enero de 2011 a través de la cadena ABC Family, durante la transmisión de la película Mean Girls 2. Además, contó con la aparición especial de la madre de Lavigne. En una entrevista con MTV News, la cantante dijo que «[en el clip], un chico me persigue, luego salto a un taxi y él me sigue. Yo entro a una tienda de ropa y él me persigue, pero al final, solo soy yo divirtiéndome con él, y [como él] es mi novio, al final termina gustándome».
Una semana después de su lanzamiento, había recibido más de tres millones de visitas en YouTube.
El video inicia con Lavigne despertándose por la mañana en un apartamento con su novio. Después de encerrarlo en un armario, ella escapa y él la persigue por la ciudad. Ella roba un taxi y el chico la persigue con una bicicleta. A continuación ella sale del taxi justo antes de que este choque con un auto estacionado. Avril llega hasta una cancha donde unos hombres juegan baloncesto; toma el balón y encesta, justo antes de que llegue su novio. Nuevamente ella escapa y llega a una tienda donde se encuentra a su madre; se prueba varias vestimentas antes de encontrar una sección de 'Abbey Dawn', su línea de ropa. Luego, su novio entra y los dos salen del lugar. A continuación, Lavigne llega a un pequeño club donde ambos comienzan a coquetear. Después, la intérprete salta a un pequeño escenario e interpreta el resto de la canción, donde la banda lleva puestas camisetas con las siglas WTH. Lavigne se lanza contra el público y es levantada hasta llegar con su novio. El video termina con ambos acostados en una cama en la noche.
En el video fueron promocionados diversos productos de Avril Lavigne y otros productos. En el principio aparece una computadora portátil VAIO, un televisor marca Sony y un celular Sony Ericsson HD. Los perfumes Black Star y Forbidden Rose y la línea de ropa Abbey Dawn aparecen en la escena cuando la intérprete entra a la tienda de ropa.
Matthew Perpetua de la revista Rolling Stone dijo que «esta vez, Lavigne canta sobre el deseo de sentirse libre y portarse mal después de ser buena». El sitio web brasileño R7 comentó que «Avril nos enseña a divertirnos y no sufrir por el amor. En unas partes del clip, Lavigne dejó de ser una niña y mostró su lado malo, ya que aparece en ropa interior junto a un chico».
Después del lanzamiento del videoclip, la cantante subió desde la posición veintiuno hasta la ocho en el conteo Social 50, ya que su número de fanáticos en Facebook subió un 376% y en Twitter un 302%. Para el 3 de febrero de 2011, el video había sido visto más de siete millones de veces en YouTube. Además, alcanzó el primer puesto en la lista de VH1 VH1 Top 20 Video Countdown. Fue nominado al premio de Video internacional del año hecho por canadienses y Nuestro artista favorito en los MuchMusic Awards 2011.
Para diciembre de 2022 el video ha conseguido más de 369 millones de reproducciones.

### Interpretaciones en directo
El 1 de enero de 2011, Lavigne interpretó «What the Hell» por primera vez en el programa neoyorquino Dick Clark's New Year's Rockin' Eve With Ryan Seacrest, transmitido por la cadena de televisión American Broadcasting Company. Además, en esa misma  ocasión cantó «Girlfriend».
Durante un viaje a Japón y varios países europeos, Avril realizó una gira promocional y se presentó en diversos programas de televisión y estaciones de radio para la promoción del sencillo, además hizo varias entrevistas a revistas y sitios web. En el mismo año, «What the Hell» fue incluida en la gira Black Star Tour de Avril Lavigne. En Sudamérica y en Europa la cantante la presentó como la segunda del repertorio. El 15 de febrero de 2011, la interpretó en el show británico Daybreak. El 27 de febrero la presentó en el programa T4. El 8 de marzo, la cantó en el programa radial  BBC Radio 1 studio junto con un cover de «Tik Tok» de Kesha y el día siguiente, en The View. El 14 de marzo, la interpretó en el programa estadounidense The Tonight Show with Jay Leno. Dos días después, la cantó en una versión acústica con «Push» en el programa Jimmy Kimmel Live!. El 1 de junio de 2011, la presentó en la semifinal del reality show Britain's Got Talent junto con «Smile». El 19 de junio, la cantante interpretó la canción en la ceremonia de los MuchMusic Video Awards 2011.

## Formatos
- Descarga digital[1]

| «What the Hell»—Descarga digital |                 |          |  |
| N.º                              | Título          | Duración |  |
| 1.                               | «What the Hell» | 3:39     |  |

- Maxi sencillo[2]

| «What the Hell»—Maxisencillo |                                |          |  |
| N.º                          | Título                         | Duración |  |
| 1.                           | «What the Hell»                | 3:33     |  |
| 2.                           | «Alice»                        | 3:42     |  |
| 3.                           | «What the Hell» (instrumental) | 3:39     |  |

## Posicionamiento en listas
| Listas (2011)                      | Mejor posición |
| ---------------------------------- | -------------- |
| Alemania (Media Control Charts)    | 21             |
| Australia (ARIA)                   | 6              |
| Austria (Ö3 Austria Top 40)        | 20             |
| Bélgica (Ultratop 50) Flanders     | 16             |
| Bélgica (Ultratop) Wallonia        | 13             |
| Canadá (Canadian Hot 100)          | 8              |
| Canadá CHR/Top 40 (Billboard)      | 16             |
| Corea del Sur (Gaon)               | 1              |
| Escocia (Official Charts Company)  | 14             |
| Eslovaquia (Radio Top 100)         | 8              |
| Estados Unidos (Billboard Hot 100) | 11             |
| Estados Unidos (Adult Top 40)      | 12             |
| Estados Unidos (Mainstream Top 40) | 8              |
| Europa Digital Songs (Billboard)   | 17             |
| Francia (SNEP)                     | 18             |
| Hungría (Rádiós Top 40)            | 5              |
| Irlanda (IRMA)                     | 30             |
| Italia (FIMI)                      | 15             |
| Japón (Japan Hot 100)              | 2              |
| Japón (Adult Contemporary Airplay) | 1              |
| Japón (Oricon)                     | 15             |
| Nueva Zelanda Hot Singles (RMNZ)   | 5              |
| Países Bajos (Dutch Top 40)        | 30             |
| Países Bajos (Single Top 100)      | 51             |
| Reino Unido (UK Singles Chart)     | 16             |
| República Checa (Rádio Top 100)    | 2              |
| Suecia (Sverigetopplistan)         | 51             |
| Suiza (Schweizer Hitparade)        | 18             |

| Listas (2011)                      | Mejor posición |
| ---------------------------------- | -------------- |
| Australia (ARIA)                   | 50             |
| Bélgica (Ultratop 50) Flanders     | 94             |
| Canadá (Canadian Hot 100)          | 63             |
| Corea del Sur (Gaon)               | 6              |
| Estados Unidos (Billboard Hot 100) | 62             |
| Estados Unidos (Adult Top 40)      | 40             |
| Estados Unidos Digital Songs       | 49             |
| Estados Unidos (Mainstream Top 40) | 42             |
| Hungría (Rádiós Top 40)            | 82             |
| Japón (Japan Hot 100)              | 10             |
| Líbano (Lebanese Top 20)           | 57             |
| Reino Unido (UK Singles Chart)     | 142            |

## Certificaciones
| País           | Organismo certificador | Certificación | Ventas certificadas | Ref     |
| -------------- | ---------------------- | ------------- | ------------------- | ------- |
| Australia      | ARIA                   | 2x Platino    | 140 000             | [ 120 ] |
| Estados Unidos | RIAA                   | 4x Platino    | 4 000 000           | [ 121 ] |
| Japón          | RIAJ                   | 3x Platino    | 750 000             | [ 122 ] |
| Italia         | FIMI                   | Oro           | 15 000              | [ 123 ] |
| México         | AMPROFON               | Oro           | 30 000              | [ 124 ] |
| Nueva Zelanda  | RIANZ                  | Oro           | 7 500               | [ 16 ]  |
| Reino Unido    | BPI                    | Plata         | 200 000             | [ 125 ] |

## Créditos y personal
- Composición: Avril Lavigne, Max Martin y Shellback
- Producción y grabación: Max Martin y Shellback
- Ingeniería: Michael Ilbert
- Mezcla: Serban Ghenea
- Tambores, guitarras y bajo: Shellback
- Teclados: Max Martin

Fuente: folleto de Goodbye Lullaby.